# 砒四面銅鉱
砒四面銅鉱（ひしめんどうこう、テナンタイト、tennantite）は、銅や砒素、硫黄を主成分とし、鉄、亜鉛、アンチモン、テルルなどを含む銅の硫化鉱物。四面砒銅鉱、砒ゆう銅鉱とも呼ばれる。安四面銅鉱などと共に、「四面銅鉱」と呼ばれる。
学名はイギリスの化学者スミソン・テナントに由来し、和名は結晶が正四面体になることに由来する。
熱水鉱脈や接触交代鉱床中に見られる。
「四面銅鉱」は、成分が複雑なため様々な名称で呼ばれていたが、「四面銅鉱グループ」として命名規約が確立されたのに伴い、未承認のものを含めても30種近くに分類されている。このうち、「砒四面銅鉱サブグループ」としては、鉄、亜鉛、銅、水銀、カドミウム、ニッケルを含むものが承認されている（和名は「○○砒四面銅鉱」、学名は「Tennantite (○○)」）。

## 参考画像

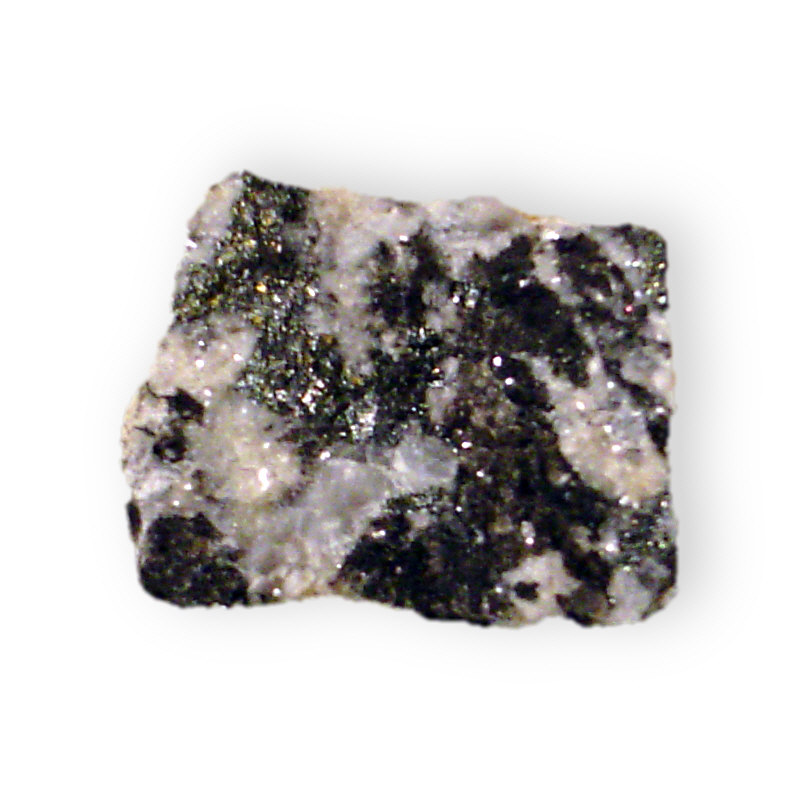